# ديوسماوية
الديوسماوية (الاسم العلمي:Diosmeae) هي قبيلة من النباتات تتبع الفصيلة السذابية من رتبة الصابونيات.

## أجناس الديوسماوية
- البوشو